# Flachpunkt

Links im Bild ist ein Wendepunkt zu sehen, rechts ein (echter) Flachpunkt.

Ein Flachpunkt ist ein Punkt {\displaystyle (x_{0}|f(x_{0}))} auf dem Graphen einer reellen Funktion, an dem die zweite Ableitung der (an dieser Stelle mindestens zweimal differenzierbaren) Funktion null ist. Flachpunkte umfassen also sowohl Wendepunkte (bei denen die zweite Ableitung von {\displaystyle f} einen Vorzeichenwechsel hat, also eine Linkskrümmung in eine Rechtskrümmung übergeht oder umgekehrt; siehe in der Grafik den Punkt mit der grünen Tangente bei {\displaystyle x=-1}) als auch Punkte, an denen das Krümmungsverhalten sich nicht ändert. Letztere werden manchmal auch als echte Flachpunkte bezeichnet (siehe in der Grafik den Punkt mit der blauen Tangente bei {\displaystyle x=2}). Bei echten Flachpunkten ist außer der zweiten auch noch (mindestens) die dritte Ableitung gleich 0 mit Vorzeichenwechsel (sofern die Funktion an dieser Stelle mindestens dreimal differenzierbar ist).
Besitzen Flachpunkte einen Anstieg, so kann man sie nach ihrer Art in Flachstieg und Flachfall unterscheiden.

## Andere Definition
Manche Autoren verlangen zusätzlich, dass sich das Krümmungsverhalten nicht ändert und der Anstieg ungleich Null ist; Flachpunkte sind dann die Nullstellen gerader Ordnung der 2. Ableitung. Die Flachpunkte nach dieser alternativen Definition (beispielsweise in der Grafik der Punkt mit der blauen Tangente bei {\displaystyle x=2}) wären also genau die echten Flachpunkte nach der ersten Definition. Insbesondere sind Wendepunkte (beispielsweise in der Grafik der Punkt mit der grünen Tangente bei {\displaystyle x=-1}) nach dieser Definition nun keine Flachpunkte. Auch Extrempunkte mit vielfachen Nullstellen sind dann keine Flachpunkte. 
Gleichbedeutend ist dann folgendes: {\displaystyle f''(x_{0})=0} und {\displaystyle f''} hat eine Nullstelle gerader Vielfachheit bei {\displaystyle x_{0}}. Dann hat {\displaystyle f''} nämlich an der Stelle {\displaystyle x_{0}} ein Extremum, da kein Vorzeichenwechsel von {\displaystyle f''} bei {\displaystyle x_{0}} erfolgt; somit erfolgt keine Änderung der Krümmungsrichtung, und es liegt ein Flachpunkt vor und kein Wendepunkt.